# Mulan (2020)
Mulan ist ein US-amerikanischer Abenteuerfilm aus dem Jahr 2020, der hauptsächlich in China gedreht wurde. Er basiert auf der chinesischen Volksballade Hua Mulan und ist eine Adaption des gleichnamigen Disney-Zeichentrickfilms von 1998. Regie führte Niki Caro; das Drehbuch schrieben Elizabeth Martin, Lauren Hynek, Rick Jaffa und Amanda Silver. Produziert wurde er von Walt Disney Pictures. Die Titelrolle wird von der chinesischen Schauspielerin Liu Yifei verkörpert.
Nachdem der Kinostart unter anderem aufgrund der COVID-19-Pandemie mehrfach verschoben worden war, kam Mulan Anfang September 2020 je nach Land entweder in die Kinos oder wurde ins Programm des Streaminganbieters Disney+ aufgenommen. In Deutschland erschien der Film am 4. September auf Disney+.

## Handlung
Hua Mulan ist die älteste Tochter eines hoch geehrten Kriegers. Sie hat Temperament, Hingabe und ist schnell zu Fuß. Als der Kaiser befiehlt, dass ein Mann aus jeder Familie in der Armee dienen muss, als die Rouran ins Kaiserreich einfallen, springt Mulan, als Mann getarnt, für ihren kranken Vater ein. Sie nimmt den Namen Hua Jun an und wird einer von Chinas größten Kriegern. Während des Kriegs offenbart sie ihr Geschlecht und wird verstoßen. Trotzdem kämpft sie weiter für den Kaiser und wird nach Fürsprache ihrer ehemaligen Kameraden wieder in die Armee aufgenommen. Nachdem sie von einem Hinterhalt erfährt, während dem der Kaiser in der Kaiserstadt getötet werden soll, führt sie eine kleine Gruppe von Kriegern an, um den Kaiser zu beschützen, was letztendlich auch gelingt. Der Kaiser bietet ihr an, Offizier in seiner Armee zu werden, doch sie beschließt, in ihr Dorf zu zurückzukehren. Nach dem zweiten Angebot, Offizier in seiner Armee zu werden, nimmt sie dann doch an.

## Produktion

### Vorproduktion
Disney zeigte bereits in den 2000er Jahren Interesse daran, Mulan real zu verfilmen. Für die Hauptrolle wurde Zhang Ziyi gecastet und die Regie sollte Chuck Russell übernehmen, ehe das Projekt gestrichen wurde.
2015 begann erneut die Planung einer Realverfilmung. Als Produzenten wurden Chris Bender und J.C. Spink angekündigt, während Elizabeth Martin und Lauren Hynek das Drehbuch verfassen sollten. Das erste Drehbuch beinhaltete einige weiße Charaktere, darunter die männliche Hauptfigur. Da dies aber zahlreiche Fans des Zeichentrickklassikers kritisierten, wurden Rick Jaffa und Amanda Silver, welche schon die Drehbücher zu Planet der Affen: Prevolution und Jurassic World verfassten, beauftragt, das Drehbuch zu überarbeiten. Außerdem wurden neben Chris Bender als weitere Produzenten Jake Weiner und Jason Reed angekündigt. Schließlich wurde bestätigt, dass alle Charaktere von Darstellern asiatischer Herkunft verkörpert werden.
Disney versuchte anfangs, einen Regisseur aus Asien zu finden. Der Konzern dachte zunächst an Ang Lee, einen taiwanischen Filmregisseur und zweimaligen Oscar-Preisträger für die beste Regie, jedoch lehnte dieser im Oktober 2016 ab. Danach traf sich Disney mit Jiang Wen, ehe die Neuseeländerin Niki Caro am 14. Februar 2017 als Regisseurin verpflichtet wurde, was Mulan zum zweiten Disney-Film mit einer weiblichen Regisseurin bei einem Budget von über 100 Millionen Dollar macht.

### Besetzung

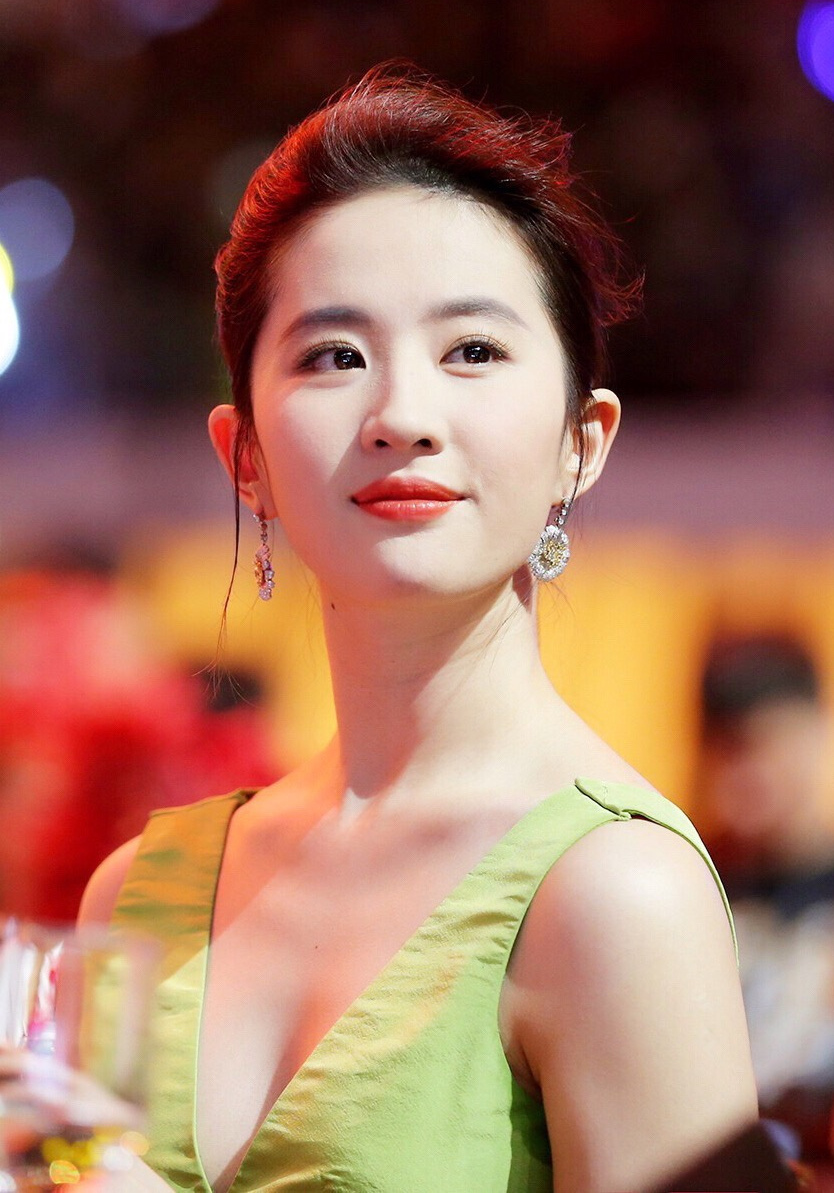
Liu Yifei, 2016

Als erste Darstellerin wurde am 29. November 2017 die Chinesin Liu Yifei für die Titelrolle der Hua Mulan gecastet. Sie wurde aus rund tausend Bewerberinnen ausgewählt, wobei die Castingleiter auf Kriterien achteten, wie die asiatische Herkunft, die Beherrschung der englischen Sprache sowie Kampfkünste oder den Bekanntheitsgrad. Am 11. April 2018 wurde Donnie Yen als Kommandant Tung, Mulans Lehrer und Mentor, angekündigt. Einen Tag darauf wurde der Cast um Jet Li als Chinesischer Kaiser, Xana Tang als Mulans Schwester Hua Xiu und Gong Li als Xianniang, eine mächtige Hexe, erweitert. Utkarsh Ambudkar wurde am 23. Mai für die Rolle des Trickbetrügers Skatch bestätigt, während Ron Yuan als Sergeant Qiang, welcher das kaiserliche Regiment an zweiter Stelle anführt, bekanntgegeben wurde. Der neuseeländische Newcomer Yoson An wurde am 6. Juni für die männliche Hauptrolle des Rekruten Chen Honghui verpflichtet und Chum Ehelepola als Ramtish, Skatchs Komplize. Jason Scott Lee wurde am 26. Juli für die Rolle des Bori Khan angekündigt, ein Krieger und Anführer, welcher den Tod seines Vaters rächen will. Am 15. August wurden Jimmy Wong und Doua Moua als die Soldaten Ling und Po bestätigt und am 20. September folgte Chen Tang als Soldat Yao. Tzi Ma verkörpert Hua Zhou, Mulans Vater, dessen Platz sie in der kaiserlichen Armee einnimmt.

### Dreharbeiten
Die Dreharbeiten des Films begannen offiziell am 13. August 2018 und endeten im November desselben Jahres. Gedreht wurde Mulan in China und Neuseeland.

### Marketing und Veröffentlichung
Ursprünglich war ein Kinostart am 2. November 2018 geplant. Im März 2018 wurde jedoch bekannt, dass der US-Starttermin auf den 27. März 2020 verschoben wurde. Einen Tag zuvor, am 26. März 2020, sollte der Film in den deutschen Kinos starten.
Ein erstes Bild von Hauptdarstellerin Yifei als Mulan wurde am 13. August 2018 mit dem Beginn der Dreharbeiten veröffentlicht. Am 7. Juli 2019 folgte ein erster Teaser-Trailer. Am 12. März 2020 wurde bekannt, dass der US-amerikanische Kinostart aufgrund der COVID-19-Pandemie verschoben wird. Der neue US-amerikanische Starttermin wurde zunächst auf den 24. Juli 2020 datiert. In Deutschland sollte der Film bereits einen Tag früher in den Kinos anlaufen. Im Juni 2020 wurde der US-amerikanische Starttermin ein drittes Mal in den August 2020 verlegt, bis auch dieser schließlich abgesagt wurde. In der Folge wurde angekündigt, dass die Art der Veröffentlichung sich je nach Land unterscheiden wird, da bei weltweit versetzten Startterminen die Gefahr von illegalen Raubkopien bestünde. So soll der Film in Ländern wie den Vereinigten Staaten, Kanada oder Neuseeland, in denen Disney+ bereits gestartet ist, ab dem 4. September 2020 für rund 30 US-Dollar über den Streamingdienst erhältlich sein. Für andere Länder wie China, in denen die Kinos wieder geöffnet haben, sei hingegen ein regulärer Kinostart geplant. Der Film befindet sich auf Platz 22 (Stand: 5. September 2023) der finanziell erfolgreichsten Filme des Jahres 2020.
Ab dem 26. November 2020 wurde Mulan auch auf DVD und Blu-ray veröffentlicht; seit dem 4. Dezember 2020 ist der Film zudem ohne Aufpreis im Disney+-Abo enthalten.

## Synchronisation
Die deutsche Synchronisation entstand nach einem Dialogbuch und unter der Dialogregie von Axel Malzacher im Auftrag der FFS Film- & Fernseh-Synchron GmbH, Berlin.
| Rolle               | Darsteller      | Synchronsprecher  |
| ------------------- | --------------- | ----------------- |
| Hua Mulan           | Liu Yifei       | Daniela Molina    |
| Chen Honghui        | Yoson An        | Amadeus Strobl    |
| Xianniang           | Gong Li         | Alexandra Wilcke  |
| Kommandant Tung     | Donnie Yen      | Leon Boden        |
| Bori Khan           | Jason Scott Lee | Oliver Stritzel   |
| Sergeant Qiang      | Ron Yuan        | Tobias Kluckert   |
| Chinesischer Kaiser | Jet Li          | Torsten Michaelis |
| Hua Zhou            | Tzi Ma          | Lutz Schnell      |
| Hua Li              | Rosalind Chao   | Sabine Arnold     |
| Ling                | Jimmy Wong      | Tim Schwarzmaier  |
| Po                  | Doua Moua       | Manuel Straube    |
| Yao                 | Chen Tang       | Leonhard Mahlich  |
| Heiratsvermittlerin | Cheng Pei Pei   | Marianne Groß     |

## Verhältnis zum Zeichentrickfilm
Für die Neuverfilmung wurden einige teils zentrale Elemente geändert. Es gibt keinen Gesang und auch der kleine Drache Mushu ist nicht Teil des Films. Die männliche Hauptfigur des Hauptmanns Li Shang wird durch den Rekruten Chen Honghui ersetzt und die Funktion als Mulans Ausbilder verkörpert die neu geschaffene Figur des Kommandanten Tung. Der Antagonist im Zeichentrickfilm war der Hunnenanführer Shan Yu statt der Hexe Xianniang und dem Krieger Bori Khan. Außerdem wurden mit Sergeant Qiang, den Trickbetrügern Skatch und Ramtish und Mulans Schwester Hua Xiu ein paar weitere neue Charaktere hinzugefügt. Die Familie der Titelfigur trägt außerdem den Namen Hua statt Fa, was mehr der Ballade entspricht. Mulan besitzt jetzt die Chi-Power, die sie schon als kleines Mädchen besaß. Dadurch fällt ihr alles sehr leicht und sie muss sich nicht anstrengen.

## Rezeption

### Kritiken
Laut Rotten Tomatoes erhielt der Film überwiegend positive Kritiken und erreicht eine Bewertung von 71 % anhand von 328 Filmkritiken, wobei die Durchschnittsbewertung bei 6,7 von 10 liegt und bei IMDb erreicht er 5,8 von 10 Punkten anhand von über 162.000 Bewertungen. Metacritic ermittelte eine Wertung von 66 von 100 basierend auf 52 Kritiken.
Wie ein Kotau vor der Pekinger Führung wirke der Film bisweilen; Niki Caro habe einen aufwendigen Werbefilm für Familiensinn und Vaterlandstreue gedreht, stellte Lars-Olav Beier im Spiegel fest. „Aus der schwungvollen und witzigen Emanzipationsgeschichte über eine Frau, die sich durch eine von Männern dominierte Welt kämpfen muss“, sei ein pathetisches Heldenmärchen geworden.
Christoph Petersen von Filmstarts.de beschreibt den Film als „durchaus mitreißendes Heldinnen-Epos mit imposanten (wenn auch etwas knappen) Martial-Arts-Einlagen, dem es guttut, sich nicht allzu sklavisch an die beliebte Zeichentrick-Vorlage zu klammern.“
Filmpuls Magazin stellt fest, dass die Realverfilmung von Mulan sich „als Märchen tarnt, aber deutlich Botschaften transportiert, die man so nicht überall hören möchte. Die wichtigste davon: Der Stärkere gewinnt“.

### Kritik
Disney wurde wegen Dreharbeiten zu Mulan in der chinesischen Provinz Xinjiang kritisiert. Der Abspann dankt einer staatlichen Sicherheitsbehörde in der Provinz Xinjiang, wo etwa eine Million Menschen – zumeist muslimische Uiguren – in Umerziehungslagern verhaftet sein sollen. Der Film war bereits Ziel eines Boykotts, nachdem seine Hauptdarstellerin ein hartes Durchgreifen gegen Demonstranten in Hongkong unterstützt hatte. Disney hat den Streit um die Drehorte und den Abspann nicht kommentiert.
Auch gab es vereinzelte Anmerkungen, die dem Werk kulturelle Aneignung gegenüber einzelnen chinesischen Volksgruppen wie den Hakka vorwerfen, beispielsweise durch die Darstellung von Tulous im Film, obwohl das erste Tulou erst Jahrhunderte nach der Legende von Mulan errichtet worden sei. Der Film hätte sie in den Film mitaufgenommen, weil sie „cool“ aussehen ohne sich für den kulturellen und historischen Hintergrund zu interessieren, da die Darstellung und Verortung von Mulan mit einem Tulou als Heimatort komplett ihre ethnische Zugehörigkeit, ihre historische Epoche und auch ihren kulturellen Hintergrund verändern würde. Doch auch die übrigen Elemente lassen erkennen, dass die chinesische Kultur allgemein mehr als Ideenfundus verwendet worden war, ohne daran interessiert zu sein eine zeitlich und kulturell genau verortbare akkurate Neuinterpretation dieser Legende anzubieten. So wird alles quer aus verschiedenen Epochen und unterschiedlichen geographischen und kulturellen Traditionen heraus in einen Topf geworfen, mitunter auch außerchinesische Elemente wie Anklänge von japanischer Kampfkunst. Als anderes Beispiel, die Waffen und Kleidung im Film erinnern an die Zeit der Tang-Dynastie, während die Filmantagonisten, die Rouran, rund hundert Jahre vor dieser Ära existierten. Das Endergebnis ist ein voller Stereotype strotzendes Zeugnis davon wie die westliche Welt China und die chinesische Kultur missversteht und missinterpretiert.

### Auszeichnungen
Art Directors Guild Awards 2021
- Nominierung in der Kategorie „Period Film“ (Grant Major)[44]

Artios Awards 2021
- Nominierung in der Kategorie Big Budget – Filmdrama[45]

British Academy Film Awards 2021
- Nominierung für die Besten visuellen Effekte (Sean Andrew Faden, Steve Ingram, Anders Langlands & Seth Maury)[46]

Costume Designers Guild Awards 2021
- Auszeichnung in der Kategorie „Science-Fiction- oder Fantasyfilm“ (Bina Daigeler)[47]

Critics’ Choice Movie Awards 2021
- Nominierung für die Besten Kostüme (Bina Daigeler)
- Nominierung für die Besten visuellen Effekte[48]

Critics’ Choice Super Awards 2021
- Nominierung als Bester Actionfilm
- Nominierung als Beste Schauspielerin in einem Actionfilm (Liu Yifei)[49]

Make-Up Artists and Hair Stylists Guild Awards 2021
- Nominierung für das Beste historische Make-up (Denise Kum, Rick Findlater, Georgia Lockhart-Adams & James MacKinnon)
- Nominierung für die Besten Make-up-Spezialeffekte (Denise Kum & Chris Fitzpatrick)
- Nominierung für die Besten historischen Frisuren (Denise Kum, Rick Findlater, Georgia Lockhart-Adams & Terry Baliel)[50]

Nickelodeon Kids’ Choice Awards 2021
- Nominierung als Bester Film
- Nominierung als Beste Schauspielerin (Liu Yifei)[51]

North Carolina Film Critics Association Awards 2021
- Nominierung für die Besten visuellen Effekte[52]

Oscarverleihung 2021
- Nominierung für das Beste Kostümdesign (Bina Daigeler)
- Nominierung für die Besten visuellen Effekte (Sean Faden, Anders Langlands, Seth Maury und Steve Ingram)

People’s Choice Award 2020
- Auszeichnung als Actionfilm des Jahres
- Nominierung als Bester Filmsong (Loyal Brave True – Christina Aguilera)[53]

Satellite Awards 2020
- Nominierung für die Besten visuellen Effekte (Sean Faden)
- Nominierung für das Beste Szenenbild (Grant Major & Anne Kulijan)
- Nominierung für das Beste Kostümdesign (Bina Daigeler)

Saturn-Award-Verleihung 2021
- Nominierung als Bester Action- oder Abenteuerfilm
- Nominierung für die Beste Regie (Niki Caro)
- Nominierung für das Beste Drehbuch (Rick Jaffa, Amanda Silver, Lauren Hynek & Elizabeth Martin)
- Nominierung als Beste Hauptdarstellerin (Liu Yifei)
- Nominierung als Bester Nebendarsteller (Donnie Yen)
- Nominierung für das Beste Kostüm (Bina Daigeler)

Screen Actors Guild Awards 2021
- Nominierung für das Beste Stuntensemble[54]

VES Awards 2021
- Auszeichnung für die Beste animierte Umgebung in einem Realfilm („Imperial City“)
- Nominierung für die Beste Simulation von Effekten in einem Realfilm
- Nominierung für das Beste Compositing in einem Film[55][56]